# Metriocnemus micropelma
Metriocnemus micropelma är en tvåvingeart som först beskrevs av Jean-Jacques Kieffer 1921.  Metriocnemus micropelma ingår i släktet Metriocnemus och familjen fjädermyggor.
Artens utbredningsområde är Polen. Inga underarter finns listade i Catalogue of Life.